# Elthusa alvaradoensis
Elthusa alvaradoensis is een pissebed uit de familie Cymothoidae. De wetenschappelijke naam van de soort is voor het eerst geldig gepubliceerd in 2005 door Rocha-Ramírez, Chávez-López & Bruce.